# Mascota
Mascota ist eine Kleinstadt mit knapp 10.000 Einwohnern und Hauptort einer Gemeinde (municipio) von etwa 15.000 Einwohnern im mexikanischen Bundesstaat Jalisco. Wegen ihres kolonialzeitlichen Charmes zählt die Stadt seit dem Jahr 2015 zu den Pueblos Mágicos.

## Lage und Klima
Mascota liegt etwa 200 km (Fahrtstrecke) westlich von Guadalajara, der Hauptstadt des Bundesstaates, in einer Höhe von ca. 1270 m; Mexiko-Stadt ist etwa 750 km in südöstlicher Richtung entfernt. Das zumeist warme Klima wird in hohem Maße vom nur etwa 50 km (Luftlinie) entfernten Pazifik beeinflusst; Regen (ca. 1000 – 1400 mm/Jahr) fällt überwiegend im Sommerhalbjahr.

## Bevölkerungsentwicklung
| Jahr      | 2000 | 2020 |
| Einwohner | 7908 | 9272 |

Der leichte aber stetige Bevölkerungszuwachs beruht im Wesentlichen auf der immer noch anhaltenden Zuwanderung von Familien aus den Dörfern der Umgebung.

## Wirtschaft
In der Kolonialzeit war Mascota das Zentrum eines Erzminengebiets. Heute spielt die Landwirtschaft (Feldbau, Forstwirtschaft und Viehzucht)  die wichtigste Rolle im Leben der Gemeinde; daneben sind auch der Anbau von Getreide (Mais, Weizen, Gerste) und der Obst- und Gemüseanbau (Bohnen, Chilis, Tomaten, Kaktusfeigen, Pfirsiche, Birnen, Feigen, Walnüssen) von Bedeutung. In der Stadt selbst haben sich Kleinhändler, Handwerker und Dienstleister aller Art angesiedelt.

## Geschichte
Eine Besiedlung der Gegend in vorspanischer Zeit ist wahrscheinlich, denn es wurden entsprechende Kleinfunde gemacht. Die Eroberung der erzreichen Umgebung erfolgte um 1530 durch den Konquistador Nuño Beltrán de Guzmán; die Missionierung der Indios erfolgte durch den Augustinerorden. In der Zeit des mexikanischen Unabhängigkeitskampfes lag der Ort fernab. Im Jahr 1885 erhielt er das volle Stadtrecht (ciudad). Beim Erdbeben des Jahres 1932 wurden mehrere Häuser beschädigt; im Oktober 2015 richtete der Hurrikan Patricia erhebliche Schäden durch Überschwemmungen an.

## Sehenswürdigkeiten
- Die Iglesia de Nuestra Señora de Dolores ist die Hauptkirche der Stadt. Während die Fassade noch barocke Elemente zeigt, ist das Kircheninnere bereits klassizistisch geprägt.
- Die Kirche vom Kostbaren Blut (Templo de la Preciosa Sangre) ist ein unvollendeter Kirchenbau des 19. Jahrhunderts.
- Das Museo Arqueológico präsentiert über 600 Kleinfunde.
- Das Museo El Pedregal präsentiert originelles Mobiliar aus Stein bzw. mit Steinverkleidungen.
- Das Museo Maestro Raúl Rodríguez Peña zeigt Gegenstände und Fotografien zur Stadtgeschichte.